# Палакария (защитена зона)
„Палакария“ е защитена зона в България по екологичната мрежа „Натура 2000“ и Директивата на Съвета 79/409/ЕИО от 2 април 1979 г. за опазването на дивите птици. Територията на „Палакария“ обхваща долината на река Палакария между планините Рила и Витоша. В Регистъра на защитените територии и защитените зони в България е под код BG0002084. Обявена е със Заповед No. РД-133 от 10.02.2012 г., бр. 26/2012 на Държавен вестник.

## Местоположение
Териториално, защитената зона е в рамките на Област София, Община Самоков между планините Витоша и Рила в землищата на селата Алино, Белчин, Доспей, Драгушиново, Злокучене, Ковачевци, Поповяне, Продановци, Райово, Рельово, Широки дол и Ярлово. Намира се под контрола на РИОСВ – София. Общата ѝ площ е 15798,7 хектара.
Зоната обхваща западната част на Самоковската котловина по поречието на река Палакария, която е ляв приток на река Искър. Разположена е на 950 метра надморска височина по направление северозапад–югоизток, като на запад границата на зоната преминава по склоновете на Витоша и Верила, а на изток достига до река Искър и град Самоков.
Преоблагават тревните съобщества (ливади, мочурища, пасища), а от горите – смесените и иглолистните гори, разположени основно по склоновете на околните планини, голяма част от тях са изкуствени насаждения.

## Цели на защитената зона
Целите, с които е обособена защитената зона са:
- Запазване на площта на природните местообитания и местообитанията на видове и техните популации, предмет на опазване в рамките на защитената зона.
- Запазване на естественото състояние на природните местообитания и местообитанията на видове, предмет на опазване в рамките на защитената зона, включително и на естествения за тези местообитания видов състав, характерни видове и условия на средата.
- Възстановяване при необходимост на площта и естественото състояние на приоритетни природни местообитания и местообитания на видове, както и на популации на видовете, предмет на опазване в рамките на защитената зона.[3]

Сред опазваните птици в ЗЗ „Палакария“ са:
- Видове, включени в Приложение 2 на Закона за биологичното разнообразие (ЗБР): Земеродно рибарче (Alcedo atthis), Планински кеклик (Alectoris graeca), Бухал (Bubo bubo), Козодой (Caprimulgus europaeus), Бял щъркел (Ciconia ciconia), Черен щъркел (Ciconia nigra), Ливаден дърдавец (Crex crex), Сирийски пъстър кълвач (Dendrocopos syriacus), Черен кълвач (Dryocopus martius), Градинска овесарка (Emberiza hortulana), Червеногърба сврачка (Lanius collurio), Черночела сврачка (Lanius minor), Горска чучулига (Lullula arborea), Сив кълвач (Picus canus), Ястребогушо коприварче (Sylvia nisoria).
- Редовно срещащи се мигриращи видове птици, които не са включени в Приложение 2 на ЗБР: Речен дъждосвирец (Charadrius dubius) и Обикновена калугерица (Vanellus vanellus).[3]

Забраняват се редица дейности:
- премахване на характеристики на ландшафта при ползването на земеделските земи;
- залесяване на пасища, ливади и мери, както и превръщането им в обработваеми земи и трайни насаждения;
- използване на пестициди и минерални торове в пасища, ливади и мери;
- косене на ливадите преди 1 юли;
- разкриване на нови баластриери в речните корита и речните тераси;
- изграждане на фотоволтаични системи и ВЕЦ;
- разкриване на нови кариери и разширяването на концесионните площи на съществуващи кариери за добив на подземни богатства.[1]